# 野村直邦
野村 直邦（のむら なおくに、1885年（明治18年）5月15日 - 1973年（昭和48年）12月12日）は、日本の海軍軍人。最終階級は海軍大将。東條英機内閣にて6日間だけ海軍大臣を務めた。これは戦前の閣僚在任期間の最短記録であった。旧名：仁蔵。

## 略歴

### 戦前
鹿児島県日置郡吉利村（現在の日置市日吉町吉利）出身。旧制鹿児島県立第一鹿児島中学校より海軍兵学校第35期入校。入校成績順位は183名中第125位、卒業成績順位は171名中第43位。
1920年（大正9年）海軍大学校（第18期）を次席で卒業。卒業後は第1潜水隊参謀を務め、1922年（大正11年）から1924年（大正13年）まで大使館付武官としてドイツに駐在し、潜水艦の研究に没頭する。帰国後は第2戦隊参謀、駆逐艦「白雲」艦長、空母「加賀」艦長などを経て、1939年（昭和14年）には第三遣支艦隊司令長官に就任するが、1年後の1940年（昭和15年）には日独伊三国同盟の軍事委員としてベルリンに赴任する。

### 戦中
ベルリンには、1943年7月まで駐在の後、ドイツ総統アドルフ・ヒトラーが日本海軍に贈ったUボートU511に便乗して帰国。帰国後は呉鎮守府司令長官に就任。大将に昇進後、東條英機内閣の末期の1944年7月17日に海軍大臣に就任し17日午前4時頃に親任式を終えたものの、その日のうちに東條内閣総理大臣が退陣を表明し、翌18日の午前には内閣総辞職。7月22日の小磯國昭内閣成立で米内光政が後任海軍大臣に親補されるまで更に4日間、合わせて6日間海軍大臣を務めた。短命閣僚として国務大臣通算在任期間6日間は戦前（戦中）の日本政治史上最短記録である。その後は軍事参議官、横須賀鎮守府司令長官、海上護衛司令長官を務めた。
ドイツの U511 潜水艦に便乗して帰国する際、外務省とベルリンの駐独日本大使館の間でスケジュールを確認するために盗聴を覚悟の上国際電話が使用された。盗聴されても理解不能とする為にベルリンと東京に居合わせた鹿児島出身の外交官である曾木隆輝と牧秀二が鹿児島弁でやり取りし帰国情報の漏洩を防ごうとしたというエピソードがある。更に興味深いことは、米情報機関は予想通りに盗聴していたが鹿児島弁を知らない日本語担当者は通話内容を全く理解できなかったどころか日本語かどうかすら判らなかった。
しかし、録音後2ヶ月が経過した後、ようやく米陸軍情報部に勤務する外交官と同郷の日系二世・伊丹明が翻訳することが出来た。しかも録音された声は渡米するにあたって世話になった恩人の声であったという。戦場における暗号通信の代わりに方言のような難解な言語を使用する例は、アメリカ海兵隊が太平洋戦域でナバホ族のコードトーカーを活用したことが知られている。

### 戦後
GHQは、戦後東條内閣の閣僚経験者全員をA級戦犯容疑で逮捕する決定を下していたが実質在任期間が1日であった野村はその対象から外されて公職追放のみが適用された。
追放解除後は旧海軍軍人が集まって結成された団体の会長などを務めた。
1971年、かつての帝国海軍駆逐艦「雪風」（戦後接収で中華民国に移り「丹陽」と改名）の日本返還運動が起こった際、舵輪と錨しか返ってこないことに不満を覚えた人々の中で、当時『雪風永久保存期成会』会長を務めていた野村は、『錨と舵輪が返ってくるだけでも満足』と発言し不満を鎮めている。

## 人物像
- 野村の旧名は『仁蔵』だったが、海軍少尉任官と同時に『直邦』に改名した。
- 台湾沖航空戦に際して、海上護衛に必要不可欠な第九〇一海軍航空隊をT攻撃部隊の偵察部隊として召し上げられた挙句、多くが未帰還となった。被害機の報告書に目を通した野村は、「こんなにやられてしまったのか。これではもう護衛はできんね。君、一体、これからどうすればいいんだ？」と涙声で大井篤参謀に語りかけたという。

## 年譜
- 1885年（明治18年）5月15日 - 鹿児島県日置郡吉利村（現在の日置市）生
- 1904年（明治37年）11月18日 - 海軍兵学校入校 入校時成績順位183名中第123位
- 1907年（明治40年）11月20日 - 海軍兵学校卒業 卒業時成績順位172名中第43位・任 海軍少尉候補生・2等巡洋艦「厳島」乗組
- 1908年（明治41年）1月25日 - 練習艦隊遠洋航海出発 香港〜サイゴン〜シンガポール〜ペナン〜トリンコマリー〜コロンボ〜バタヴィア〜マニラ〜馬公〜佐世保〜大連〜釜山〜大湊方面巡航
  - 4月28日 - 帰着
  - 7月28日 - 戦艦「鹿島」乗組
  - 12月25日 - 任 海軍少尉
- 1909年（明治42年）4月29日 - 2等駆逐艦「弥生」乗組
  - 5月25日 - 2等駆逐艦「神風」乗組
  - 11月16日 - 横須賀海兵団附
  - 12月25日 - 海軍砲術学校普通科学生
- 1910年（明治43年）4月20日 - 海軍水雷学校普通科学生
  - 7月31日 - 呉海兵団附
  - 9月1日 - 戦艦「安芸」乗組
  - 12月1日 - 任 海軍中尉
- 1911年（明治44年）10月18日 - 3等巡洋艦「龍田(初代)」乗組
  - 12月11日 - 2等巡洋艦「千代田」乗組
- 1912年（明治45年）1月22日 - 2等海防艦「満州」乗組
  - 3月28日 - 第3艦隊附
  - 9月27日 - 1等巡洋艦「阿蘇」乗組
  - 12月1日 - 海軍大学校乙種学生
- 1913年（大正2年）5月24日 - 海軍水雷学校高等科第12期学生
  - 11月30日 - 海軍水雷学校高等科修了
  - 12月1日 - 任 海軍大尉・3等駆逐艦「子日(初代)」乗組
- 1915年（大正4年）2月18日 - 海軍省艦政本部艤装員
  - 4月4日 - 2等駆逐艦「柏」乗組
- 1916年（大正5年）12月1日 - 1等駆逐艦「白雲」駆逐艦長
- 1917年（大正6年）12月1日 - 第2潜水隊参謀
- 1918年（大正7年）7月23日 - 第1潜水隊参謀
  - 12月1日 - 海軍大学校甲種第18期学生
- 1919年（大正8年）12月1日 - 任 海軍少佐
- 1920年（大正9年）11月26日 - 海軍大学校甲種卒業　卒業成績順位29名中第2位
  - 12月1日 - 第1潜水戦隊参謀
- 1921年（大正10年）11月26日 - 海軍省軍令部参謀
  - 12月10日 - 兼 海軍教育本部員
- 1922年（大正11年）8月10日 - 在ドイツ日本海軍駐在武官府補佐官附
- 1924年（大正13年）9月25日 - 帰朝
  - 12月1日 - 任 海軍中佐
- 1925年（大正14年）1月15日 - 海軍省艦政本部員
- 1927年（昭和2年）4月15日 - ジュネーヴ会議全権随員
- 1928年（昭和3年）12月10日 - 任 海軍大佐・潜水母艦「長鯨」艦長
- 1929年（昭和4年）5月1日 - 在ドイツ日本大使館附海軍駐在武官兼艦政本部造船造兵監督官
  - 11月12日 - ロンドン軍縮会議全権随員
- 1931年（昭和6年）6月1日 - 帰朝
  - 10月10日 - 重巡洋艦「羽黒」艦長
- 1933年（昭和8年）2月14日 - 航空母艦「加賀」艦長
  - 10月20日 - 呉鎮守府附
  - 11月15日 - 海軍潜水学校長
- 1934年（昭和9年）11月15日 - 任 海軍少将・第2潜水戦隊司令官
- 1935年（昭和10年）11月15日 - 連合艦隊兼第1艦隊参謀長
- 1936年（昭和11年）11月16日 - 軍令部出仕
  - 12月1日 - 軍令部第3部長
- 1937年（昭和12年）11月20日 - 兼 大本営参謀
- 1938年（昭和13年）4月25日 - 在中華民国大使館附海軍駐在武官兼支那方面艦隊司令部附
  - 11月15日 - 任 海軍中将
- 1939年（昭和14年）3月15日 - 免 支那方面艦隊司令部附 兼上海在勤武官
  - 10月26日 - 軍令部出仕
  - 11月15日 - 第3遣支艦隊司令長官
- 1940年（昭和15年）9月30日 - 海軍省兼軍令部出仕
  - 11月13日 - ヨーロッパ出張
- 1943年（昭和18年）3月1日 - 帰朝
  - 8月9日 - 軍事参議官
  - 10月20日 - 呉鎮守府司令長官
- 1944年（昭和19年）3月1日 - 任 海軍大将
  - 7月17日 - 海軍大臣
  - 7月19日 - 免 海軍大臣
  - 8月2日 - 横須賀鎮守府司令長官兼海上護衛司令長官兼海軍将官会議議員
  - 9月15日 - 海上護衛司令長官
- 1945年（昭和20年）5月1日 - 軍事参議官[2]兼海運総監[3]
  - 10月10日 - 待命
  - 10月15日 - 予備役編入
- 1973年（昭和48年）12月12日 - 死去 享年88

## 栄典

### 位階
- 1909年（明治42年）3月1日 - 正八位[4]
- 1914年（大正3年）1月30日 - 正七位[5]
- 1938年（昭和13年）12月1日 - 従四位
- 1943年（昭和18年）9月1日 - 正四位
- 1944年（昭和19年）7月21日 - 従三位

### 勲章
- 1940年（昭和15年）7月13日 - 勲一等瑞宝章[6]

### 外国勲章佩用允許
- ドイツ国：一級鉄十字章

## 主な刊行著作
- 自叙 八十八年の回顧（非売品）
- 潜艦U511号の運命 秘録 日独協同作戦 （読売新聞社）
  - 潜艦U511号の運命－秘録・日独伊協同作戦（中公文庫、2023年2月）。上記の自叙伝を増補
- 元帥 東郷平八郎（日本海防協会）（編集のみ）